# Proceedings of the National Academy of Sciences
Proceedings of the National Academy of Sciences of the United States of America (« Comptes-rendus de l'Académie nationale des sciences des États-Unis d'Amérique »), abrégé en Proc. Natl. Acad. Sci. USA ou PNAS, est une revue scientifique pluridisciplinaire américaine à comité de lecture. C'est la revue officielle de l'Académie nationale des sciences des États-Unis, depuis 1915, qui publie des recherches originales, des revues scientifiques, des commentaires et des lettres.
Selon le Journal Citation Reports, la revue avait un facteur d'impact de 11,205 en 2020. PNAS a été sur la période 1999-2009 la deuxième revue scientifique la plus citée au monde et est quelquefois considérée comme la revue pluridisciplinaire la plus prestigieuse après Nature et Science. 

## Historique et présentation
La revue est éditée depuis 1915. Elle est publiée hebdomadairement, et uniquement en anglais. PNAS est une revue généraliste avec cependant une grande majorité de publications consacrées aux différentes disciplines de la biologie.
Depuis 2019, l'actuel directeur de publication est May Berenbaum succédant à Natasha Raikhel (en).

## Controverses
En 2022, la revue publie un article s'appuyant sur des travaux pour lesquels des femelles macaques ont été séparées de leur petit, et des bébés ont eu les paupières suturées. De nombreux chercheurs demandent à la revue scientifique de le rétracter.